# Paracheilinus bellae
Paracheilinus bellae är en fiskart som beskrevs av Randall, 1988. Paracheilinus bellae ingår i släktet Paracheilinus och familjen läppfiskar. IUCN kategoriserar arten globalt som livskraftig. Inga underarter finns listade i Catalogue of Life.